# Kanao Inouye
Kanao Inouye (井上加奈雄) (24 mai 1916 - 27 août 1947) est un citoyen canadien d'origine japonaise, reconnu coupable de haute trahison et de crimes de guerre pour ses actions durant la Seconde Guerre mondiale. Surnommé la « Kid de Kamloops », il sert d'interprète et de gardien de camp de prisonniers pour l'armée impériale japonaise et la police politique du Kenpeitai.

## Biographie

### Jeunesse et formation
Kanao Inouye est un nisei (Canadien d'origine japonaise de seconde génération). Son père, Tadashi Inouye, a émigré de Tokyo en Colombie-Britannique, et a été décoré pour son service dans l'armée canadienne durant la Première Guerre mondiale. Bien que son père soit mort en 1926, Inouye, lors de son premier procès, décrira sa vie au Canada comme heureuse. Sa famille entretient néanmoins des liens étroits avec le Japon, où son grand-père, Chotahara Inouye, est député à la Chambre des pairs. Après son diplôme de l'école technique de Vancouver (en), la famille d'Inouye le pousse à se rendre au Japon pour poursuivre ses études, ce qu'il fait en 1938 et où il se trouve toujours au moment où éclate la Seconde Guerre mondiale,.

### Années de guerre
En 1942, Inouye est enrôlé dans l'armée impériale japonaise en tant qu'interprète. Nommé sergent, il est affecté au camp de prisonniers de Sham Shui Po à Hong Kong, qui héberge des prisonniers de guerre canadiens de la garnison de la colonie. Inouye est connu pour sa brutalité inhabituelle. Il bat des prisonniers au hasard, déclarant que c'est en représailles au racisme et à la discrimination qu'il a enduré au Canada. Contrairement à son témoignage sur son enfance lors de son procès, il leur aurait dit : « Quand j'étais au Canada, j'ai subi toutes sortes d'abus. [...] Ils m'ont traité de petit bâtard jaune. Maintenant, où est votre soi-disant supériorité, espèce de sales racailles ?, ».
Inouye est renvoyé de l'armée l'année suivante, mais en 1944, il est enrôlé de nouveau comme interprète pour la célèbre police militaire du Kenpeitai à Hong Kong. Les témoins au procès déclarent qu'il était un tortionnaire enthousiaste de personnes soupçonnées d'espionnage ou de traîtrise. D'anciens prisonniers de guerre déclarent qu'Inouye était responsable de la torture de plusieurs prisonniers de guerre canadiens et d'autres civils,,,.

### Condamnation et exécution
Après la capitulation du Japon en août 1945, Inouye est arrêté à Kowloon et jugé pour crimes de guerre par un tribunal militaire britannique. En 1946, il est reconnu coupable d'avoir torturé des prisonniers de guerre et des civils. Il est accusé du meurtre de quatre détenus, mais est acquitté de ces charges. Dans des circonstances normales, le moindre verdict lui aurait épargné la vie, puisque les tribunaux britanniques pour crimes de guerre ne condamnaient personne à mort si aucune de leurs victimes n'était décédée. Cependant, Inouye est condamné à mort au motif que sa citoyenneté canadienne constitue une circonstance aggravante.
Le verdict est renvoyé en appel, car en tant que citoyen canadien, Inouye ne peut être poursuivi pour crimes de guerre commis par une armée ennemie. En avril 1947, Inouye est jugé pour haute trahison. Il est reconnu coupable et condamné à mort. Le 27 août 1947, il est exécuté par pendaison à la prison de Stanley à Hong Kong. Son dernier mot est « Banzai ! ».

## Postérité
Inouye est probablement l'un des deux seuls Canadiens de l'histoire à avoir fait l'objet de poursuites pour crimes de guerre (le deuxième étant Omar Khadr, qui en 2010 a plaidé coupable à ce que la commission militaire de Guantánamo a qualifié de crimes de guerre commis en Afghanistan, bien qu'il soit depuis gracié),.